# Smoke (Natalie Imbruglia)
Smoke è un singolo della cantante australiana naturalizzata britannica Natalie Imbruglia, pubblicato il 5 ottobre 1998 come quarto estratto dal primo album in studio Left of the Middle.
Il brano è incluso anche nel primo album di raccolta della cantante, Glorious: The Singles 1997-2007, pubblicato nel 2007.

## Video musicale
Il videoclip, diretto da Matthew Rolston, gioca con effetti di nebbia animata e caselle di specchi che, assemblate o scomposte a seconda dei casi, mostrano il bel viso di Natalie Imbruglia con un'acconciatura molto corta. La giovane cantautrice canta rivolgendosi verso la telecamera, offrendo primissimi piani o inquadratura intere. Esiste una versione più breve del video che non fa uso degli effetti sovracitati.

## Tracce
Singolo internazionale
1. Smoke – 4:37

## Classifiche
| Classifica (1998) | Posizione massima |
| ----------------- | ----------------- |
| Australia         | 42                |
| Lettonia          | 7                 |
| Regno Unito       | 5                 |